# テトヴォ
テトヴォ（マケドニア語:Тетово、ラテン文字転写:Tetovo、アルバニア語ではテトヴァ:Tetova / Tetovë、トルコ語:Kalkandelen）は、マケドニア共和国北西部の都市。サル山脈の麓にあり、中央をペナ川が分ける。
市は面積およそ1,080平方km、海抜468m地点にある。基礎自治体テトヴォとしての人口は86,580人である。テトヴォ国立大学と南東ヨーロッパ大学の本部がある。

## 由来
言い伝えによると、テトヴォは『テトの地』を意味する。神話では、町は神話上の英雄テト（Teto、ヘビの町を一掃した）にちなむ。
別の語源でのテトヴォは、スラヴ語のhteti（求める）からきているとされる。テトヴォという地名は、Htetovoか『我々が住みたい土地』に由来することになる。hの字にあたる音はマケドニア語で失われている（セルビア語でパンをhlebと書くのに対し、マケドニア語ではleb）。 
トルコ語での市名はカルカンデレン（Kalkandelen）である。カルカンとは木製の屋根の一種である。数世紀前、全ての家の屋根は木でふかれていたからである。

## 歴史
テトヴォ地域では、鉄器時代から人が暮らしていたが、6世紀から7世紀に南スラヴ人の大規模移住がバルカン半島へ行われた後、テトヴォは正教会のスラヴ人定住地となり、その周囲には聖ボゴロディツァ教会が14世紀に建てられた。
聖ボゴロディツァ教会は最初13世紀に建てられた。テトヴォは主要なキリスト教徒中心地とみなされ始めたのだった。テトヴォは、正教会府主教座が初めて置かれた。テトヴォ最古の定住地は、ゴルナ・マアロと呼ばれた聖ボゴロディツァ教会周囲の地域だった。テトヴォの現在の都市は、この小さな中世の正教会スラヴ人地区から成長し、建物と住宅が教会周囲に建設された。すぐ後に他の正教会の教会、近接する聖ペトカ教会、聖ネデラ教会がペナ川を越えたコルトゥク・マアロに建てられた。
14世紀終わり、テトヴォとマケドニア全体はオスマン帝国支配下に入った。このトルコ領時代、テトヴォは正教会の信仰中心地であり続けた。正教会の施設が置かれ、宗教指導者の住宅が置かれたのである。マケドニア内でのイスラーム教徒人口はトルコ支配初期に拡大し、モスク、ハンマーム（トルコ風呂）、市場が15世紀にはあった。美しく彩色されたモスク（アラドジャまたはシャレナ・ジャミヤ）はパシャ・モスクとして知られ、1459年にトルコによって建設された。テトヴォはトルコの独裁下にありながら、地元農民・職人の重要な貿易中心地となっていき、同様に重要な軍事防衛設備も設けられていた。トルコの影響は深く浸透し、テトヴォからカルカンデレンとトルコ語に改名された。17世紀に著作を書いたハシ・ハリフェは、カルカンデレンは驚くべき割合でその低地一帯に拡大していると記した。19世紀から、テトヴォ人口は周辺自治体を含め増加し、フランス人旅行者アミ・ブエはカルカンデレンには4,500人の人口があると記した。

## 見どころ

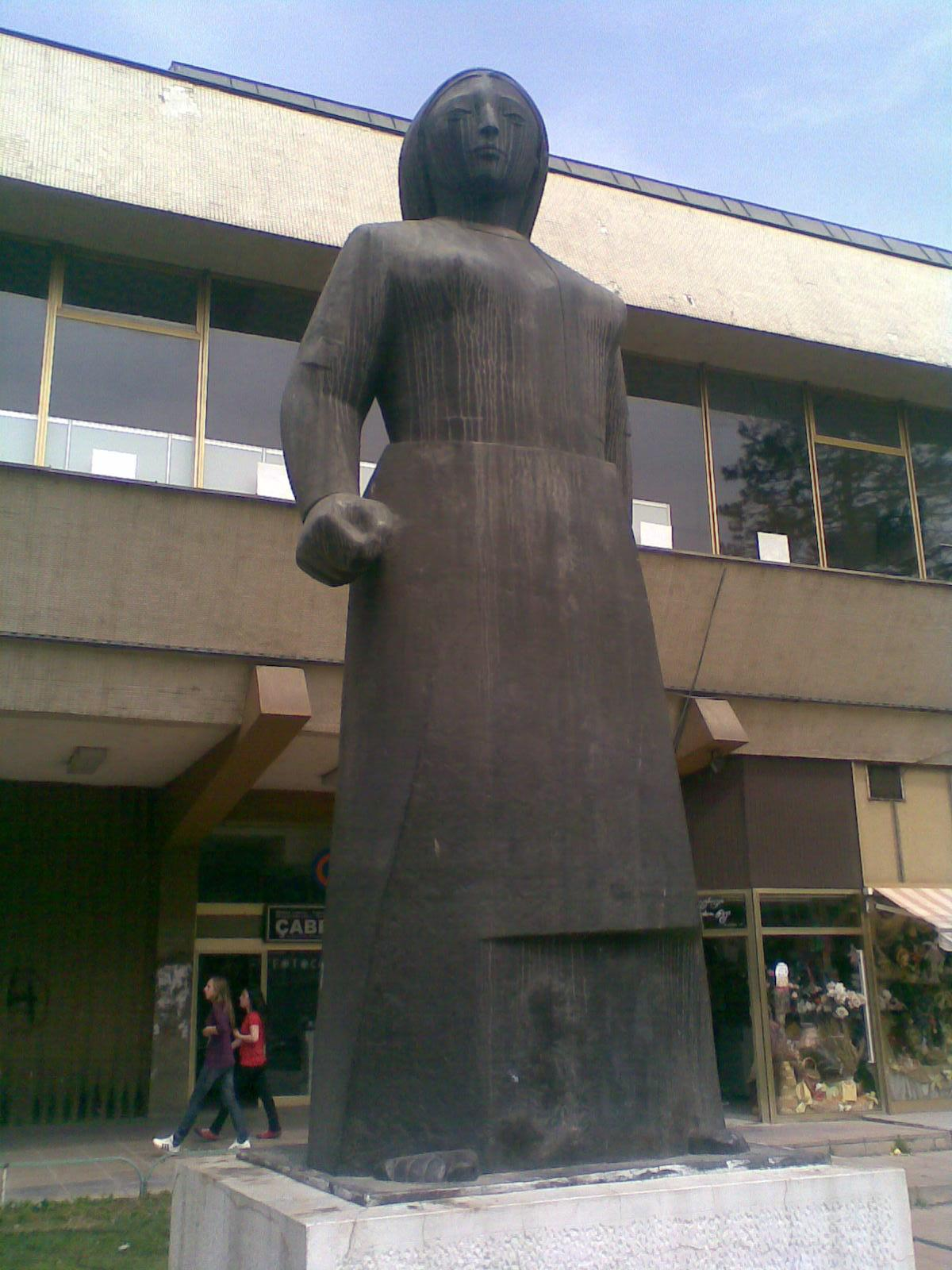
解放闘争を象徴する女性兵士の像

サレナ・ジャミヤ（モスク）は、旧市街のペナ川近くにある。モスクは1495年に建てられ、1833年にアブドゥッラーフマン・パシャによって再建された。
レショク修道院、聖アタナシウス教会、生神女教会はわずか8kmほどしかテトヴォと離れておらず、ブレズノ村へ向かう途上にある。生神女教会は1326年に建てられ、秀逸なビザンティン建築様式と建築伝統の見本である。教会は3つのフレスコ画の塗り重ねがある。最初のものは底面で、建設初期、第2期と中世のものは17世紀に加えられた。第3期と上層は1879年に加えられた。いくつかの大理石製円柱は、原型の教会からのもので、現在はテトヴォ博物館で見られる。聖アタナシウス教会は1924年に神の母教会の隣に建てられた。レショク修道院の庭には、ユーゴスラビアの教育家キリル・ペイチノヴィクの墓がある。彼を讃え、この修道院は文学翻訳者の国際会議を開催した。テトヴォはマケドニア語合唱祭の開催地でもある。

## 人口
テトヴォ住民の多数派は、民族的アルバニア人で、およそ60,886人に達する（2002年に行われたマケドニアの国勢調査結果による）。2番目に人口が多いのはマケドニア人の20,053人である。その他に2,357人のロマ人、1,882人のトルコ人、604人のセルビア人、156人のボシュニャク人、15人のアルーマニア人で構成される。

## 出身者
- ブレリム・ジェマイリ - サッカー選手
- アギム・イブライミ - サッカー選手
- エグゾン・ベイトゥライ - サッカー選手
- ボスコ・ジュロヴスキー - サッカー選手、サッカー指導者
- ミルコ・ジュロヴスキー - サッカー選手、サッカー指導者（ボスコの弟）
- シュパト・カサピ - 歌手

## 参照
1. ↑  2002 Census results
2. ↑  テトヴォ基礎自治体公式サイト